# مايك فالون
مايك فالون (بالإنجليزية: Mike Fallon)‏ هو سياسي أمريكي، ولد في 1 سبتمبر 1964 في حصن هواشوكا في الولايات المتحدة. حزبياً، نشط في الحزب الجمهوري.